# Robert Louis Antral

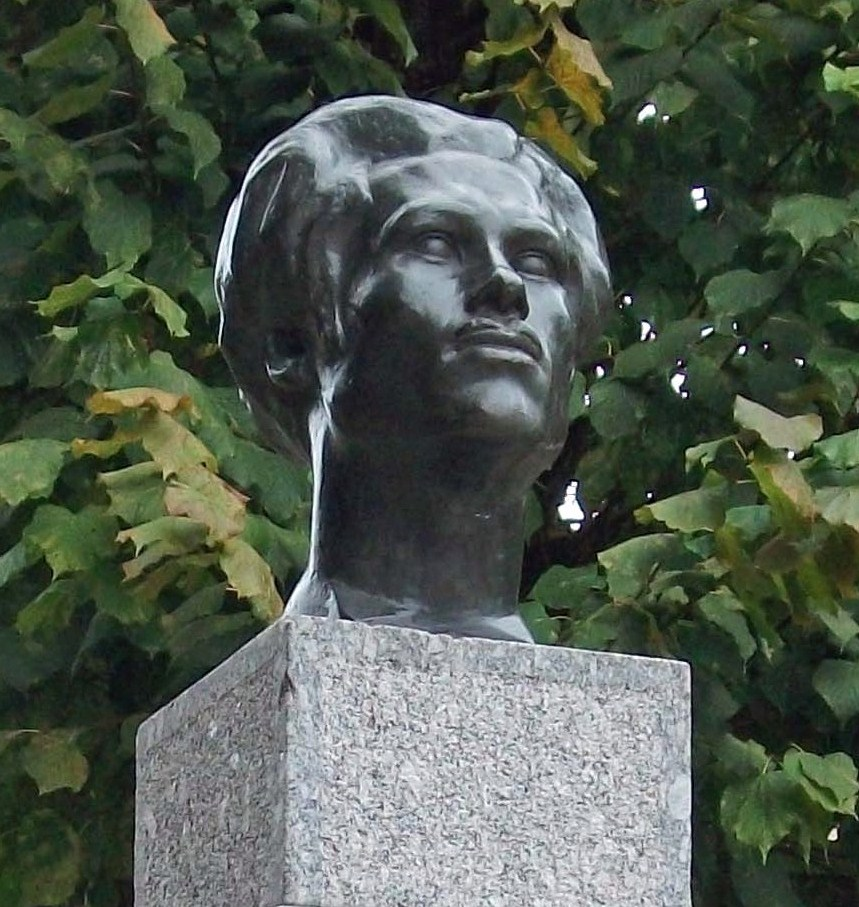
Robert Louis Antral

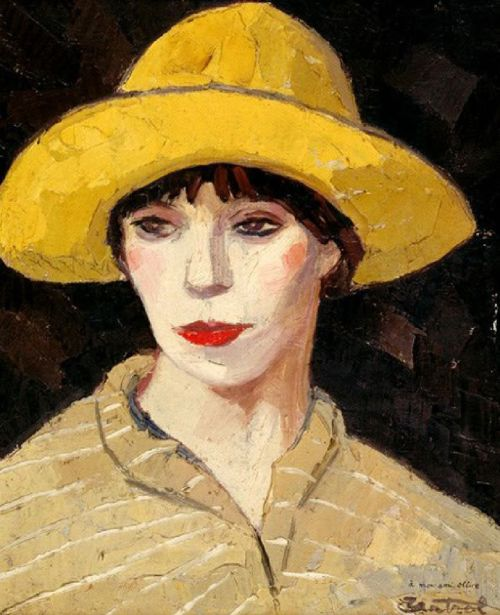
Frau im gelben Hut

Robert Louis Antral (* 13. Juli 1895 in Châlons-sur-Marne; † 7. Juni 1939 in Paris) war ein französischer Maler, Plakatkünstler, Radierer und Lithograf.
Sein Studium ab 1913 an der École des arts décoratifs de Paris wurde durch den Kriegsdienst im Ersten Weltkrieg unterbrochen. Er wurde verwundet und mit dem Croix de guerre ausgezeichnet. 1917 schuf er eine Reihe von Lithografien „Les Evacués“.
Robert Antral setzte das Studium privat im Atelier von Fernand Cormon fort. Als Aquarellist gewann er 1926 den Blumenthal-Preis. Er wurde Mitglied der Société des Artistes Indépendants und stellte seine Werke in den Salons des Vereins aus. Er war auch Mitglied des Salon d’Automne.
Er schuf Porträts, Landschaften, Hafenansichten, Stillleben, Plakate, Radierungen und Lithografien. Er unternahm Studienreisen nach Italien, Spanien, Portugal, England, Holland und Belgien.
Von 1920 bis 1923 war er Mitarbeiter der Wochenzeitschrift „Floréal“.
Er illustrierte viele Bücher, u. a. Pierre Mac Orlan: À huis clos (1920), Maurice Genevoix: La boîte à pêche (1933), Henry de Monfreid: Le chant du Toukan (1941), Rudyard Kipling: Les meilleurs contes (1938).
Antral starb im Alter von 43 Jahren. Eine postume Retrospektive seiner Werke fand 1945 im Musée Galliera statt. Ein Antral-Preis wird seit mehreren Jahren von der Stadt Paris verliehen.
Eine von Léon Borgey in Bronze gefertigte Büste des Künstlers befindet sich im Musée des beaux-arts et d’archéologie in Châlons-en-Champagne. Sie war in einem nach ihm benannten Platz aufgestellt worden, der am 4. Oktober 1953 eingeweiht wurde.